# Porto Petroli di Genova
Il porto Petroli di Genova è il terminale petrolifero del porto di Genova destinato allo sbarco, all'imbarco e al trasferimento di petrolio greggio, prodotti petroliferi e petrolchimici trasportati da navi di varia portata. È gestito dall'omonima società per azioni.

## Infrastrutture
Il porto petroli si compone di una banchina e 4 pontili: la prima viene utilizzata per il carico/scarico di prodotti chimici. I 4 pontili, denominati alfa, beta, gamma e delta ed il primo dei quali risulta fuori servizio, servono per lo scarico del greggio e per il carico/scarico di prodotti lavorati.
Il pontile delta, presentando un pescaggio maggiore, può ospitare anche le più moderne petroliere. Tale pontile, però, presenta un problema connesso con il previsto spostamento verso mare dell'area occupata da Fincantieri esso dovrebbe passare fuori servizio, poiché le saldatrici non potrebbero stare così vicine ai prodotti trattati. Per colmare questa lacuna si è ipotizzata la costruzione di una paratia tra l'area Fincantieri ed il porto; il problema appare tuttavia rimandato a causa della crisi subita dal settore della cantieristica.
Un'ulteriore infrastruttura è costituita dall'ormeggio off-shore, danneggiata nel 2008 da una mareggiata e da allora fuori uso, cui si aggiunge una boa monormeggio, anch'essa fuori servizio.
Una rete di oleodotti collega il porto petroli a diverse raffinerie del nord Italia e quella di Aigle, in Svizzera; tale rete consente di evitare qualsiasi attività di stoccaggio o trattamento dei prodotti petroliferi.

## Sistemi di sicurezza
A causa dell'elevata infiammabilità dei prodotti trattati, il porto possiede una severa politica per la sicurezza, che prevede un sistema antincendio con cannoni che gettano acqua di mare mista a schiumogeno, testati una volta al mese.
Alla base di ogni pontile è presente un bunker antincendio, dal quale gli operai, una volta rifugiati, possono eventualmente controllare tutti i cannoni ad acqua e schiumogeno.
In porto le navi hanno la consegna di tenere sempre i motori accesi, per essere pronte a mollare gli ormeggi e allontanarsi in caso di emergenza. Inoltre è prevista una prova mensile antincendio, con la partecipazione di tutto il personale del porto e dei vigili del fuoco interni e statali.
Tutti i pontili sono dotati di un cosiddetto "sentiero freddo", un corridoio con muri d'acqua che in caso di incendio si attiva e consente la fuga delle persone presenti nell'area. Una norma antiterrorismo impone inoltre che tutto l'equipaggio delle navi venga trasportato in autobus dal pontile fino all'esterno del porto petroli.